# Ganjaran
Ganjaran is een bestuurslaag in het regentschap Malang van de provincie Oost-Java, Indonesië. Ganjaran telt 8489 inwoners (volkstelling 2010).